# Huqiu Shaolong
Huqiu Shaolong (chiń. 虎丘紹隆 pinyin Hǔqiū Shàolóng; kor. 호구소륭 Hogu Soryung; jap. Kukyū Jōryū; wiet. Hổ Khâu Thiệu Long; ur. 1077, zm. 1136) – chiński mistrz chan frakcji yangqi szkoły linji.

## Życiorys
Mistrz Huqiu był uczniem mistrza chan Yuanwu Keqina, nauczyciela chanu frakcji yangqi szkoły linji.

## Znaczenie i nauki mistrza
Huqiu był jednym z najważniejszych mistrzów chan w historii. Chociaż jego brat dharmiczny Dahui Zonggao (1089–1163) wydaje się być bardziej znanym, to jednak w historii chanu właśnie linie przekazu rozwinięte przez uczniów i wnuków w Dharmie Huqiu – zwłaszcza przez mistrza chan okresu Yuan Zhongfenga Mingbena (1263–1323) – górowały w trakcie późniejszego rozwoju. Renesans chanu w XVII w. został przeprowadzony głównie przez mnichów z jego linii przekazu Dharmy. Także jego linia przekazu została przeniesiona do Japonii i wyłoniła wielkiego mistrza zen Hakuina Ekaku (1689–1769), odnowiciela japońskiego zenu.
Huqiu był głównym twórcą zbioru nauk jego nauczyciela Yuanwu Keqina Yuanwu Foguo chanshi yulu. Sam doskonale pamiętał nauki Yuanwu, ale również gromadził nauki zapisane i zapamiętane przez innych.
Chociaż sam nie napisał żadnego swojego traktatu ani nie wydał zboru swoich nauk, jego uczniowie zebrali jego nauki i wydali je.
Wynika z nich, że mistrz Huqiu był typowym mistrzem szkoły linji i jego styl nauczania pochodził od Yuanwu. Jednak jego nauki miały także rys oryginalności, bowiem mistrz dokooptował do nich naukę „Doskonałej harmonii” szkoły huayan (lishi yuanrong wu’ai). Niestety cały wysiłek badaczy chanu skupił się studiowaniu mistrza Dahui Zonggao, wielkiego promotora kanhua chan.

## Dzieła literackie
- Yuanwu Foguo chanshi yulu (Spisane mowy mistrza chan Yuanwu Foguo)
- Spisane przez uczniów nauki mistrza

## Linia przekazu Dharmy zen
Pierwsza liczba oznacza liczbę pokoleń od Pierwszego Patriarchy chan w Indiach Mahakaśjapy.
Druga liczba oznacza liczbę pokoleń od Pierwszego Patriarchy chan w Chinach Bodhidharmy.
Trzecia liczba oznacza początek nowej linii przekazu w innym kraju.
- 48/21. Yuanwu Keqin (1063–1135)

- 49/22. Cunpu Chanren (bd)
- 49/22. Xiangyun Tanyi (bd)
- 49/22. Wuyong Jingquan (bd)

- 50/23. Panshan Sizhuo (bd)

- 49/22. Huguo Jingyuan (1094–1146)

- 50/23. Xingshan Weiguan (1108–1179)

- 49/22. Dahui Zonggao (1089–1163)

- 50/23. Wuji Lepai
- 50/23. Zishou Miaozong (1095–1170) mistrzyni chan
- 50/23. Daoqian (bd)
- 50/23. Zongyuan (bd)
- 50/23. Zhuo’an Deguang (1144–1203) (także Fozhao)

- 51/24. Wuji Liaopai (1149–1224)

- 52/25. Xuechuang Zongyue (bd)

- 49/22. Huqiu Shaolong (1077–1136)

- 50/23. Ying’an Tanhua (1103–1163)

- 51/24. Fengshan Shouquan (bd)
- 51/24. Mi’an Xianjie (1118–1186)

- 52/25. Po’an Zuxian (1136–1211)
- 52/25. Songyuan Chongyue (1139–1209)

- 53/26. Yun’an Puyan (1156–1226)

- 54/27. Xutang Zhiyu (1189–1269)

- 55/28/1. Nampo Jōmyō (1235–1309) Japonia. Szkoła rinzai.

- 53/26. Wuzhun Shifan (1178–1249)

- 54/27. Jingci Miaolun (1201–1261)

- 55/28. Ruiyan Wenbao (zm. 1335)

- 56/29. Huading Xiandu (1265–1334)

- 57/30. Fulin Zhidu (1304–1370)

- 55/28. Fangshan Huibao

- 56/29. Bifeng Xingjin

- 57/30. Baiyun Kongdu

- 58/31. Guzhuo Yuanjun

- 59/32. Wuji Langwu

- 60/33. Yuexi Yaocheng

- 61/34. Jifeng Jingning (zm. 1491)

- 62/35. Yueshang Zhisheng
- 62/35. Dasui Zhichao
- 62/35. Lushan Zhisu
- 62/35. Baofang Zhijin
- 62/35. Tianchi Zhiguang
- 62/35. Tukong Zhiban

- 63/36. Yeweng Huixiao

- 64/37. Wuqu Qingkong (Rukong) (1491–1580)

- 65/38. Wuhuan Jingchong (1540–1611)

- 66/39. Nanming Daoguang (1576–1620)

- 67/40. Puming Deyong (1587–1642)

- 68/41. Gao’an Yuanqing

- 69/42. Benzhi Mingjue

- 70/43. Zibo Zhenke (Zibai) (1543–1603)

- 71/44. Duanxu Ruhong

- 72/45. Chunjie Xingkui

- 73/46. Ciyun Haijun

- 74/47. Zhisheng Jiwen

- 75/48. Duanyuan Zhaohua

- 76/49. Qi’an Puming

- 77/50. Taoqiao Tongsheng

- 78/51. Wuxiu Xinkong

- 79/52. Honghua Yuanwu

- 80/53. Xiangqing Guangsong

- 81/54. Shoudao Xuxian

- 82/55. Zhengyue Benchao

- 83/56. Yongchang Juesheng

- 84/57. Fanglai Changyuan

- 85/58. Huowu Longcan

- 86/59. Weichao Nengcan

- 87/60. Qiliang Renfan

- 88/61. Miaolian Shenghua

- 89/62. Dingfeng Guocheng

- 90/63. Shanci Changkai

- 91/64. Deqing Yanche (czyli Xuyun) (1840–1959)

- 92/65. Fohui Kuanyin

- 93/66. Lingyuan Hongmiao (1902–1988)

- 94/67. Zhi’an Weijue Zhigang Weirou lub Huikong Shengyen (1930–2009)

- 95/67. Jianchuan